# Baeckea pygmaea
Baeckea pygmaea är en myrtenväxtart som beskrevs av Robert Brown och George Bentham. Baeckea pygmaea ingår i släktet Baeckea och familjen myrtenväxter. Inga underarter finns listade i Catalogue of Life.